# Вільгельм Смітс
Вільгельм Смітс (нім. Wilhelm Smiths; 27 листопада 1886, Мейріх — 22 березня 1954, Бремен) — німецький офіцер-підводник, капітан-лейтенант рейхсмаріне.

## Біографія
1 квітня 1906 року вступив на флот. Учасник Першої світової війни. З 25 березня 1915 по 21 вересня 1916 року — командир підводного човна SM UB-5, на якому здійснив 24 походи і потопив 5 кораблів загальною водотоннажністю 996 тонн.
| Дата           | Назва кораля | Тип              | Тоннаж | Вантаж             | Загиблі | Країна             |
| -------------- | ------------ | ---------------- | ------ | ------------------ | ------- | ------------------ |
| 15 квітня 1915 | Ptarmigan    | Пароплав         | 784    | Генеральні вантажі | 8       | Британська імперія |
| 12 серпня 1915 | Sunflower    | Рибальське судно | 60     |                    | 0       | Британська імперія |
| 13 серпня 1915 | E.M.W.       | Рибальське судно | 47     |                    | 0       | Британська імперія |
| 13 серпня 1915 | J.W.F.T.     | Рибальське судно | 60     |                    | 0       | Британська імперія |
| 14 серпня 1915 | White City   | Рибальське судно | 45     |                    | 0       | Британська імперія |

З 7 січня 1916 року — командир SM UB-26, на якому здійснив 2 походи. 5 квітня 1916 року човен заплутався в сітці французького есмінця «Тромбе» і був змушений піднятись на поверхню, після чого був затоплений командою. Всі 21 член екіпажу вціліли і були взяті в полон. Після звільнення з полону 23 серпня 1920 року Смітс вийшов у відставку. Не забаром він став консулом Німеччини в Мессіні, а також очолив фірму з виробництва цитрусових есенцій.

## Звання
- Морський кадет (1 квітня 1906)
- Фенріх-цур-зее (6 квітня 1907)
- Лейтенант-цур-зее (30 вересня 1909)
- Оберлейтенант-цур-зее (19 вересня 1912)
- Капітан-лейтенант (30 січня 1920; заднім числом від 26 квітня 1917)

## Нагороди
- Залізний хрест 2-го класу
- Почесний хрест ветерана війни з мечами